# Gonzalo García Vivanco
Pour les articles homonymes, voir García Vivancos.
Gonzalo García Vivanco (né le 25 décembre 1981 à Guadalajara), est un acteur mexicain.

## Télévision
| Année     | Titre                           | Rôle                             | Notes                              |
| --------- | ------------------------------- | -------------------------------- | ---------------------------------- |
| 2003      | Un nuevo amor                   | Pablo de la Vega Montoya         |                                    |
| 2004      | Soñarás                         | Pablo                            |                                    |
| 2004      | Las cinco caras del amor        | Juan Ignacio                     |                                    |
| 2009      | Verano de amor                  | Mauro Villalba Duarte            | Rôle principal                     |
| 2010      | Ojo por ojo                     | Arcángel Barragán                |                                    |
| 2010-2012 | Soy tu fan                      | Diego García                     |                                    |
| 2011      | Lo Auténtico Permanece          |                                  | Spot publicité de Zignum Mezcal    |
| 2011      | Eres un mamón                   |                                  | Videoclip musicale de Amandititita |
| 2011      | Corre                           | Eduardo                          | Videoclip musicale de Jesse & Joy  |
| 2012      | Relaciones peligrosas           | Juan Pablo Reyes/Daniel Arambula | Rôle secondaire                    |
| 2013      | La patrona                      | Lucho Vampa                      | Rôle principal                     |
| 2014      | Los miserables                  | Pedro Morales                    | Participation spéciale             |
| 2014-2015 | Tierra de reyes                 | Flavio Gallardo                  | Rôle principal                     |
| 2017-2018 | Las Malcriadas                  | Diego Mendoza                    | Rôle principal                     |
| 2019-2020 | El Dragón : Return of a Warrior | Roberto Garza                    | Guest star                         |
| 2019      | Cuna de Lobos                   | Jose Carlos Larios               | Protagoniste                       |
| 2021      | La desalmada                    | Don Rigoberto Murillo Campos     | Co-Protagoniste                    |
| 2022      | Corazón guerrero                | Don Jesús Guerrero               | Protagoniste                       |